# Divja Desmukh
Divja Desmukh (maráti: दिव्या देशमुख, hindi: दिव्या देशमुख), a nemzetközi szakirodalomban Divya Deshmukh) (Nágpur, Mahárástra, India, 2005. december 9. –) indiai női sakkozó, női nagymester, nemzetközi mester, világbajnokjelölt, háromszoros olimpiai bajnok, Ázsia sakkbajnoka, India bajnoka, U10 és U12 korosztályos ifjúsági világbajnok, U20 korosztályos junior világbajnok, Ázsia háromszoros ifjúségi bajnoka, junior világranglista vezető.
A 2025-ös női sakkvilágkupán első indiaiként bejutott a döntőbe, ahol a győzelmet is megszerezte, ezzel a sakk történetében első tizenévesként jogot nyert a 2026-os női sakkvilágbajnokság világbajnokjelöltek versenyén való indulásra. 

## A kezdetek
Egy maráthi családba született az indiai Mahárástra állambeli Nágpurban. Ötéves korában édesapja ismertette meg a sakkjátékkal. 7 éves korában megnyerte korosztálya országos bajnokságát Indiában, majd aranyérmeket szerzett Ázsia iskolai bajnokságain. A korosztályos nemzetközi ifjúsági versenyeken Indiát képviselve összesen 21 arany, hét ezüst és öt bronzérmet nyert. Szülei Jitendra Desmukh és Namratha Desmukh orvosok. Első edzője Rahul Joshi volt.

## Sakkozói pályafutása
Első kiemelkedő nemzetközi sikerét 2013-ban érte el, amikor U-8 korosztályban Ázsia-bajnok lett Iránban, és kvalifikálta magát a következő évi ifjúsági világbajnokságra. 2014-ben, 8 éves korában megnyerte az U10 korosztályos világbajnokságot a lányok között. 2017-ben 11 évesen a 12 éves lányok között szerezte meg ugyanezt a címet. 2020-ban tagja volt az online sakkolimpiát nyert indiai csapatnak. 2021-ben, 15 éves korában lett India 21. női nagymestere. 2022-ben, 16 éves korában megnyerte India női bajnokságát. Kónéru Hampi után ő a második India sakktörténetében, aki tizenéves korában megnyerte a felnőtt országos bajnokságot.
2023-ban nemzetközi mester címet szerzett, és másodszor is India női bajnoka lett. Ugyanebben az évben, 17 évesen győzött a Kazahsztánban rendezett Ázsia-bajnokságon. 2024-ben megnyerte az U20 korosztálynak rendezett junior világbajnokságot, és a junior világranglista élére került.
A 2025-ös női sakkvilágkupán az elődöntőben a korábbi világbajnok kínai Tan Csung-ji legyőzésével első indiaiként bejutott a döntőbe, ezzel a sakk történetében első tizenévesként jogot nyert a 2026-os női sakkvilágbajnokság világbajnokjelöltek versenyén való indulásra. A világkupa megnyerésével automatikusan megkapta a nagymesteri címet, ezzel india 88. nagymestere lett.